# Ocqueville
Ocqueville ist eine französische Gemeinde im Département Seine-Maritime in der Region Normandie. Sie hat 445 Einwohner (Stand: 1. Januar 2022) und gehört zum Kanton Saint-Valery-en-Caux (bis 2015: Kanton Cany-Barville) und zum Arrondissement Dieppe. Die Einwohner werden Ocquevillais genannt.

## Geografie
Ocqueville liegt etwa 45 Kilometer nordöstlich von Le Havre und etwa zehn Kilometer südlich der Alabasterküste. Umgeben wird Ocqueville von den Nachbargemeinden Saint-Riquier-ès-Plains im Norden und Nordwesten, Néville im Norden und Nordosten, Crasville-la-Mallet und Drosay im Osten, Sasseville im Süden, Cany-Barville im Westen und Südwesten sowie Vittefleur im Westen und Nordwesten.

## Bevölkerungsentwicklung
| Jahr                       | 1962 | 1968 | 1975 | 1982 | 1990 | 1999 | 2006 | 2013 |
| Einwohner                  | 388  | 356  | 292  | 344  | 380  | 448  | 447  | 453  |
| Quellen: Cassini und INSEE |      |      |      |      |      |      |      |      |

## Sehenswürdigkeiten
- Kirche Saint-Vaast aus dem 13. Jahrhundert
- Schloss Catteville aus dem 15. Jahrhundert, seit 1975 Monument historique

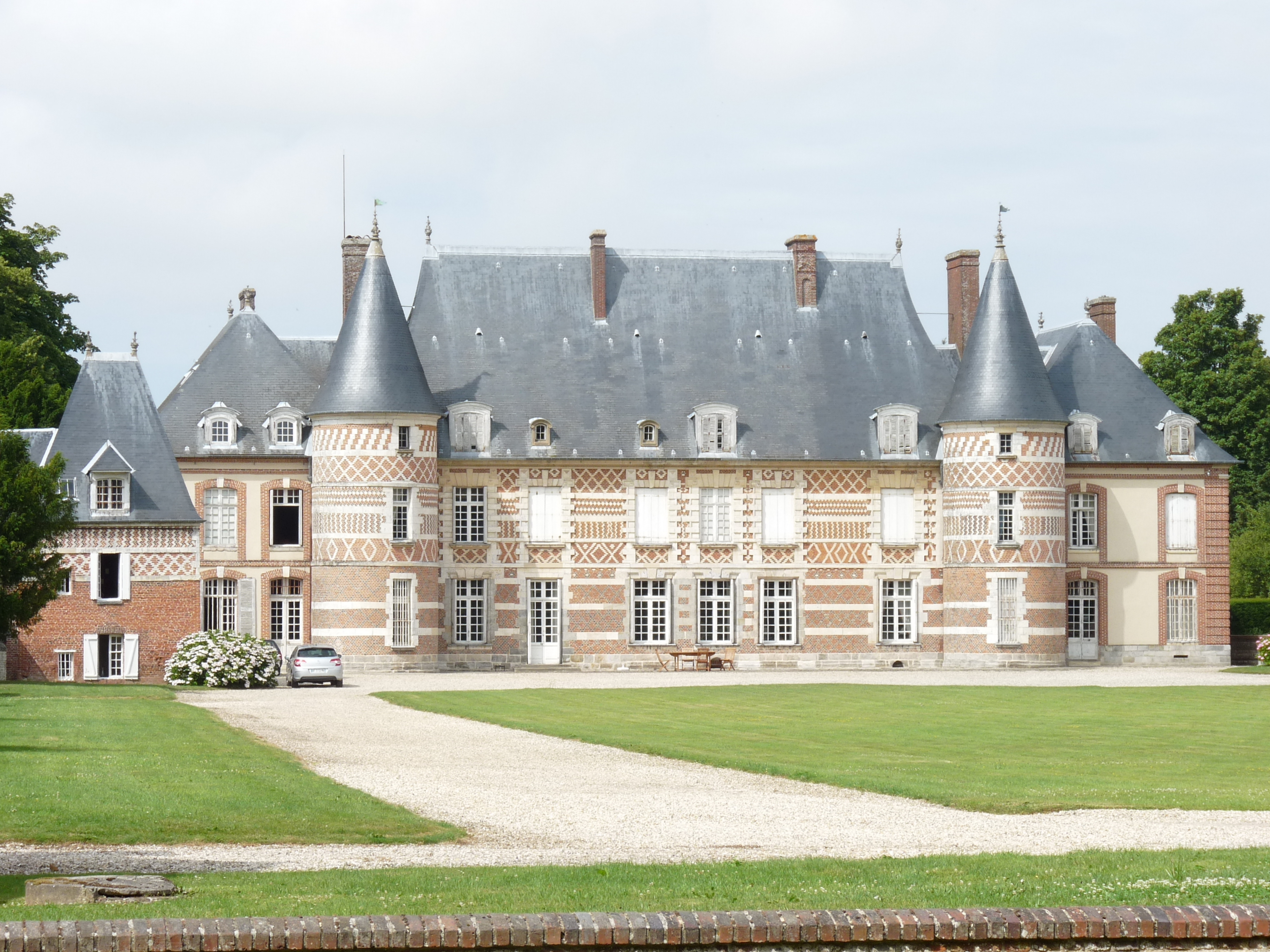
Schloss Catteville

- Schloss Le Merdon